# 短頷沼麗魚
短頷沼麗魚，為輻鰭魚綱鱸形目隆頭魚亞目慈鯛科的其中一種，分布於非洲坦干伊喀湖流域，為特有種，體長可達7.6公分，棲息在湖泊中底層水域，生活習性不明。

## 擴展閱讀
維基物種上的相關：短頷沼麗魚